# Бокове (Кропивницький район)
Бокове (у минулому — слобода Бокова, з 1803 — державне поселення Бокова, з 1821 — військове поселення Бокова, з 1876 по 1938 — село Бокова, до 17 лютого 2016 — Кі́рове) — село в Україні, на річці Боковій, у Кропивницькому районі Кіровоградської області. Входить до складу Гурівської сільської громади. До 2020 року центр Боківської сільської ради. Населення становило 1460 осіб у 2024 році.

## Географія
У селі Балка Калинова впадає у річку Бокову.

## Історія
Території, до яких належить село Бокова, входять до складу Великого Степу, де тисячоліттями кочували різні народи та племена, про що свідчать чисельні кургани, археологічні знахідки, першоджерела, старі карти тощо.
Період економічного розквіту та містобудування — 2-га пол. XIII — поч. XV ст. — під час входження цих територій до найбільшого в історії людства вільного економічного простору в складі Великої Монгольської Імперії — від Тихого Океану до р. Дунай, а згодом в її найбільшій частині — Улусі Джучі (Золотій Орді) від м. Ургенч до р. Дунай. Відомо, що в згаданих державах, процвітали торгівля та ремесла, будівництво доріг, мостів, «ямських» станцій, міст і містечок, релігійних споруд тощо. Служителі всіх релігійних напрямків, окрім юдеїв, а також їх церкви та монастирі звільнялись від будь-яких поборів, мит і податків, що давало змогу православній церкві побудувати 800 монастирів. Ще на старих картах 16 ст. можна побачити залишки золотоординських містечок.
Інша назва території — Задніпровські Місця або Задніпров'я.

### Початок нового заселення. XVIII сторіччя
Заселення Задніпров'я відчутно пожвавилось на почотку XVIII ст. вихідцями з Гетьманщини та Польської України.
З початку XVIII ст. на землях майбутнього села були зимівники козаків Бугогардівської паланки й інших паланок останньої Запорозької Січі (1734—1775) — Івана Одновола, Івана Коваля тощо. В зимівниках успішно розвивалося скотарство, конярство, вівчарство та землеробство. Робочу силу великих зимівників становили наймити. Основна маса населення зосереджувалася не в зимівниках, а в слободах. Земля вважалася власністю всього війська і кіш відводив її власникам зимівників і слобідським громадам.
Крім того, у документі «Витяг з відповіді миргородського полковника В. Капніста 1745 року на скарги запорожців про зайняття їхніх земель при Малому Інгульцю» є наступні відомості. Залучені для участі в складанні карти Задніпровських місць під командою інженер-полковника Дебоскета запорожці скаржились «за занятие запорожской их земли вниз по реке Малом Ингульцу имеющейся, на которой ныне как Капниста хутора, так и протчих малороссиян хуторы и пасеки учреждены, да за созжение в прошлом, 1744 году, близ речки Боковой козацкого, прозванием Семидевки, зимовника и за пограбленной у него, Семидевка, всякой скот и лошадей и за взятых им, Капнистом, у то ж время из того зимовника двух запорожских козаков под караул». Відповідь: «… заехали к шалашу запорожца Поповичевского куреня Якова Семидивки при ричке Боковой и, усмотря у оного объявленного козака Мокрого сворованные лошади между другими воровскими ж, всех 29 коней и клячей; тех воров Семидевку и с ним Грицка Белого и Великого взяли в Кременчук, кои по допросам их в воровстве том и винились».
Підсумком російсько-турецької війни 1768—1774 р. було підписання Кючук-Кайнарджійського договору 1774 року, за яким Московія отримувала, крім інших земель, землі між Південним Бугом і Дніпром.
Згідно з імперськими архівними документами офіційним осадчим на річці Боковій був Федір Прожога. Слобода Прожоги зустрічається на карті 1779 року, північніше майбутньої Бокової. Але вказаний осадчий не осів на теренах слободи Бокової та через деякий час поїхав на проживання в слободу Верблюжку.

### Заснування поселення
Згідно з переказом Бокова заснована відставним капралом Герасимом Денисовичем Карабилом (*1721—†1804), у 2-й половині XVIII ст. Переказ записав в своїх записках знавець минулого краю, житель села Сердюк Микола Павлович.
Вперше в документах запис про перших поселенців Анастасію і Герасима Карабил на р. Боковій зустрічається в метричній книзі слободи Спасове за 1780 рік. У зв'язку з цим, офіційно роком заснування Бокової вважається ́1780 рік.
Упродовж 1764—1782 рр. відбувалася ліквідація Запорозької Січі та Гетьманщини, а з нею і полково-сотенного устрою України. Вільні козаки шукали кращої долі, покидали свої дідівські маєтки і землі, осідали в безкрайньому степу біля водоймищ, у тому числі на р. Боковій.
З 1780 по 1783 р.р. землі Бокової входять до складу Новоросійської губернії, Інгульського повіту з центром в м. Інгул (Інгульськ).
У 1782 році в Російській імперії проведено IV ревізію.
Згідно з указом від 30 березня 1783 року Азовська і Новоросійська губернії об'єднані в Катеринославське намісництво, куди увійшли і землі Бокової у складі Єлисаветградського повіту.
В офіційних документах назва поселення «Бокова» зустрічається раніше ніж хутір «Карабилівка» — вперше на картах Російської Імперії за 2-гу половину 18 сторіччя, а також в метричній книзі слободи Гурівки за 1787 рік: «16 квітня Ієрей Василь Соколовський хрестив новонародженого Григорія батьків Василя Ткача і жінки його Софії слободи Бокової. Хрещений — Омелян Діброва.
24 вересня Ієрей Василь Соколовський хрестив новонароджену Єфсинію батьків Герасима Карабила і жінки його Євфімії слободи Бокової».

### Жителі сл. Бокової на кін. XVIIIст.
Також у метриках Гурівки за 1786—1790 р.р. є записи про інших перших жителів слободи Бокової: Яким Синиця, Іван Пугач і його дружина Ганна, Григорій Пугач (нар. 1740 — пом. 14.10.1790 р.р.) Грицько Лубенець і його син Михайло, подружжя Іван і Тетяна Підпанки і їхній син Аврам, Остап Пойда, Василь Онопко, Роман Рудик (нар. 1728 — пом. 18.02.1788 р.р.), Іван Кошевий і його донька Димитрія, Федір Скуба і його син Василь,? Єрмолаєв і його син Кирило, Никифор Олексенко і його донька Марія, Семен Оробець і його син Іван, родина Герасима Карабила: перша дружина його — Анастасія (нар. 1741 — пом. 09.03.1788 р.р.), син — Андрій Герасимович і його донька Агафія, друга дружина Андрія — Марина, син — Сила Герасимович і його донька Іона.
З 27.01.1795 по 12.12.1796 р.р. Єлисаветградський повіт, у тому числі слобода Бокова, у складі Вознесенського Намісництва, яке створене з Єкатеринославського намісництва після приєднання до нього деяких територій.
У 1795 році проведена V всеросійська ревізія.
Після ліквідації Павлом І намісництв і створення губерній в 1796 році Єлисаветградський повіт з землями слободи Бокової у складі Новоросійської губернії.
Назва «хутір Карабилівка» зустрічається вперше в метриках с. Варварівка кінця 18 — поч. 19 ст.

### XIX сторіччя
Легенда про заснування Бокової також підтверджується тим, що в переліку мешканців зі справи про будівництво церкви в поселенні Бокова, Єлисаветградського повіту за 1801 рік Г. Д. Карабила вказано першим, він є найстаршим серед жителів села, його родина в пос. Бокова була на той час найбільша і налічувала 13 осіб. Згодом і в Херсонських Епархіальних Відомостях за 1908 рік була надрукована звістка про засновника села Бокова — Карабила.
На 1801 рік в державному поселенні Бокова проживали родини державних селян, загалом 226 жителів. У 1801 році виборним села був Давид Шарата.
У тому ж 1801 році біля пос. Бокова отримали землю і почали її обробляти такі родини державних селян, які перейшли з с. Янів (Янов, Янове) того ж повіту, і яким дозволено було поселитись в пос. Бокова в 1802 році, всього 137 осіб.
Писар пос. Бокова на 19.11.1801 р. — «отставной вахмистр Семен Краков».
На 1802 рік в поселенні проживали понад 350 осіб.
08.10.1802 р. Новоросійська губернія була розділена на Миколаївську, Катеринославську і Таврійську губернії, а державне поселення Бокова у складі Єлісаветградського повіту увійшло до Миколаївської губернії.
У 1803 році слобода — державне поселення Бокова отримує статус села. В більшості офіційних документів цей рік значиться, як рік заснування Бокової.
15.05.1803 — дата утворення Херсонської губернії, яке здійснено переносом губернського правління з м. Миколаїв у м. Херсон. Відповідно і с. Бокова у складі Єлисаветградського повіту у складі новоствореної губернії.

### Покровська церква
З 1798 по 1804 роки мешканці слободи, державного поселення, села (назви в документах) Бокової відвідували церкву в сусідньому с. Варварівка, а до 1798 — церкви сіл Верблюжка, Гурівка, Спасове, Миколаївка (Водяне) тощо. В метричних книгах вказаних церков велись записи про народження, шлюб і смерть поселенців з Бокової.
20 березня 1804 року архієпископом Єкатеринославським Херсонським і Таврійським отцем Афанасієм видана храмозданна грамота, де значиться, що в виконання указу виданого в травні місяці 1802 року Святого Синоду, 17 грудня 1803 року єпархія благословила будівництво нової кам'яної церкви в «казенномь селеніи Боковомь» в ім'я Покрови Пресвятої Богородиці, і протоієрею Даніїлу Давидову закласти її. В прихід Боківської церкви увійшли наступні поселення: «…в помянутом селении Боковом вновь каменную во именования Покрова пресвятые богородицы церковь во рассуждения выше приименных обстоятельств построить и к сей в приход означенные слободы Бойковку, Мажаровку и Швединовку».
2-го червня 1804 року церква Покрови Пресвятої Богородиці була закладена.
На 1804 рік в церковній відомості значиться 108 дворів, 393 душі чоловічої статі і 377 душ жіночої, всього 770 прихожан (жителі села Бокового і ближніх слобод та хуторів).
Перші справи Покровської церкви, яка ще будувалась, датуються 1804 роком. Священник — ієрей отець Василь Качановський (1772 року народження, до призначення в Бокову, диякон церкви в с. Петрово), дячок — Євфимій Білий.
З 16 березня 1806 року село Бокова в складі новоствореного Олександрійського повіту, Херсонської губернії, яка була поділена на 5 повітів (уїздів), а Олександрійський повіт виділений з Єлисаветградського.
У квітні 1807 будівництво, оздоблення і наповнення церкви Покрови Пресвятої Богородиці завершене. Незабаром в тому ж році освячення нової церкви провів протоієрей Д. Давидов. Першим церковним старостою був Андрій Карабило.
В Одеському Обласному Державному Архіві збереглись метричні книги з записами про народження, одруження і смерть прихожан Покровської Церкви Бокової з 1804 по 1880 р.р. (вибірково), метричні книги з 1880 по 1918 р.р. зберігаються в Кіровоградському Обласному Державному Архіві (теж вибірково), а в Миколаївському Обласному Державному Архіві — єдина метрика за 1896 р.
У 1809 році в Покровській церкві починає служити ще один священник — отець Яків Кобилецький.
У Центральному державному історичному архіві України, м. Києва (ЦДІАК України) зберігається документ «Сведения о численности переселенцев из Черниговской и Полтавской губерний, 1809 — 1811 г.г.», де вказані дані по переселенню в село Бокова. Люди переселялись з 4-х повітів Полтавської губернії: «Золотоношский уезд — из местечка Жовнина — козаков мужского пола 29 человек, женского пола 14 человек. Старший Павлушенко Иван. Крестьян — м.п. 12 человек, ж.п. 3 человека. Лубенский уезд — из местечка Яблунова, села Перервинец — казенные крестьяне м.п. 34 человека, ж.п. 57 человек. Миргородский уезд — из местечка Сорочинцы — козаки м.п. 15 человек, ж.п. 25 человек. Гадячский уезд — из сел Сергеевка и Петровка — крестьяне м.п. 17 человек, ж. п. 34 человека».
Та частина Бокової, де жили переселенці з Лубенського повіту називалась Лубни, з Гадячського повіту — Гадячанівка тощо
У 1811 році проведені чергові VI, а в 1816 — VII всеросійські ревізії.
З 1814 по 1846 роки в Покровській церкві служили 2 священики, дякон, дячок і 2 пономаря. В 20-х роках XIX ст. на службі в Покровській церкві з'являється о. Никифор Чмелевський.

### Військове поселення
Згідно «Указа 12 декабря 1821 28.832-28.835 перечисляют следующие казенные селения, которые назначаются в округ Новгородскаго полка (з 8 травня 1832 року — „Кирасирского Ее Императорского Высочества Великой Княгини Елены Павловны“) военного поселения полков 3-ей кирасирской дивизии: Боковое, Варваровка,…». Поселення Бокова було призначене в 2-гу волость (центр — в поселенні Верблюжка).

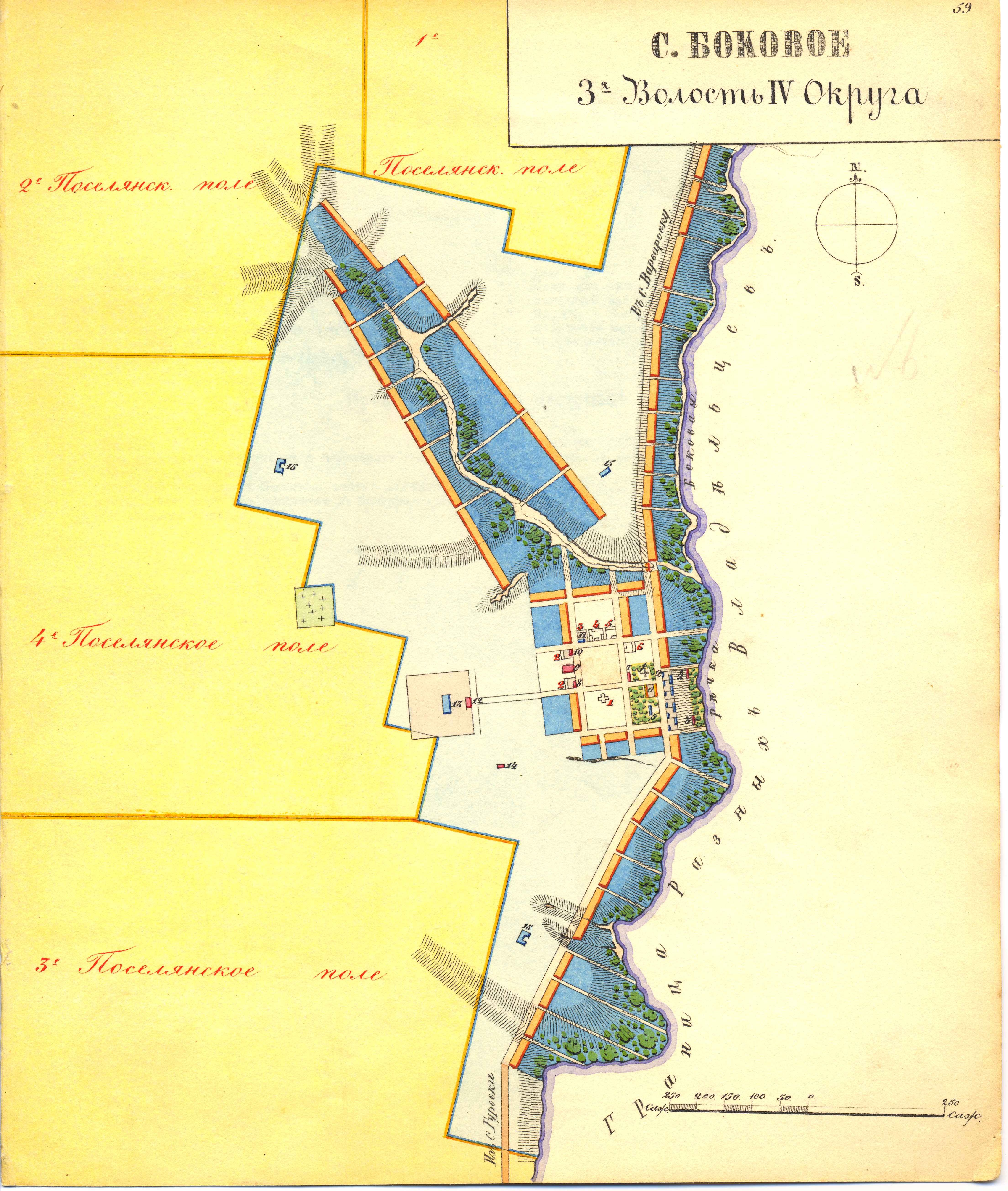
С. Бокове, сер. XIX ст.

З кінця 1821 року село Бокова входить до військових поселень, офіційна назва яких — «Новороссійкие военные поселения» — військові поселення кавалерії, до складу яких входило 4 міста і понад 125 сіл. Уся територія поділялась на 12 округів, у кожному з яких розміщувався окремий поселений полк. Поселені війська зберігали структуру регулярної армії: поділялись на корпуси, дивізії, полки і бригади. Чотири полки складали дивізію. Так, полки Орденський, Стародубівський, Принца Альберта Прусського, княгині Олени Павлівни — 3-ю кірасірську дивізію і т. д. Дивізії об'єднувалися у 3-й Резервний поселений кавалерійський корпус. Полки брали участь в наступних війнах — російсько-турецькій 1828—1829 р.р., кримській — 1853-56 р.р., несли охорону прикордонних територій.
22.12.1822 р. помер пан Стефан Долинський (сл. Мажарівка) у віці 75 років, землі якого знаходились недалеко від Бокової.
У 1831 році Покровська церква була оновлена.
У 1835 році у Російській імперії, у тому числі і в с. Бокова була проведена VIII ревізія.
Згідно указу від 8 серпня 1836 року округи військових поселень кавалерії стали називатися не по полкам, а по номерам. Округ, у котрому знаходилась Бокова, отримав номер 4. Цим самим указом діючі ескадрони були відділені від поселених.
З «Формулярного списка за 1840 годь Четвертого Округа Новороссийского военного поселения, Свято-Покровской церкви селения Боковой»: «Зданием каменная с деревяннімь куполомь с таковою же колокольнею крепкія. Земли пашенной и сенокосной 33 десятин. В селении Боковой духовных 8 душ мужского пола и 6 душ женского пола, оберь-офицеровь — 2 и 2 соот., военных поселян — 175 3\4 дворовь, 703 душ м.п. и 676 ж.п.».
Тобто станом на 1840 рік в с. Боковій налічувалось 1397 мешканців, а на 1850 рік чисельність жителів виросла — 282 двора і 1786 мешканців.
З 1846 року в Покровській церкві кількість служителів зменшується і становить: священник, дячок і пономар. В метриках Покровської церкви до 1846 року не зафіксовано жодного випадку народження незаконної дитини.
В 1849 році в боковській церкві служили — священник о. Григорій Александрович, указний дячьок о. Яків Данилевський.
У 1851 році в селі Бокова, як і по всій імперії, проведена IX ревізія.
З документу «Список городам и селениям Военного поселения, состоящим в Александрийском уезде 1856 года», який зберігається в Державному Архіві Херсонської Області дізнаємось, що в 1856 році в Боковій налічувалось 240 дворів.
4 червня 1857 року було затверджено положення про нове влаштування поселення кавалерії, згідно якому Новоросійське військове поселення стало називатись Південним, а 12 округів і ще одну окрему волость, які входили в їх склад, назвали Херсонським військовим поселенням з поділом його на 3 округа. Перші два округа ділились на 12, а третій — на 13 волостей. Головне управління, як всіма Південними поселеннями, так і Херсонським поселенням, знаходилось в Єлисаветграді. Колишній 4-й округ, у якому знаходилось Бокове, став № 3 з центром в Новій Празі. Волості в свою чергу ділились на сільські товариства.
В цьому ж 1857 році військові поселяни отримали права селян удільного відомства.
В сер. 19 ст. в своєму маєтку в межах сучасної Бокової жив підполковник І. І. Чечель, який своїм коштом влаштував в 1870-х р.р. на місці поховання свого діда корнета Долинського гробницю у вигляді церкви з гранітного каменю для перетворення її в молитовний будинок. «Кладбищенский дом» був розташований на лівому березі р. Бокової.
Згідно Х ревізії 1858 року в с. Бокова налічувалось «ревізьких душ»: 843 чоловічої статі і 805 — жіночої, всього 1648 людей. А вже в 1859 р. — 874 чол. і 851 жінок.
1861 року 19 лютого виданий Маніфест про звільнення селян від кріпацької залежності. Це практично нічого не змінило у мешканців с. Бокова, але корінним чином стосується кріпаків Мажарівки, Порфирівки, Бойківки тощо.
Станом на 1-ше січня 1865 року в с. Бокова проживало 928 чоловік і 924 жінок, всього 1852 людини, серед яких відставні солдати, священики і члени їх сімей, дворяни і чиновники, селяни, у тому числі «ревізьких душ» — 1721 людини.
Спалахи смертності серед населення с. Бокова спостерігаємо в 1810, 1815, 1824 і 1825 р.р., а особливо в 1848 році, у тому числі і серед маленьких дітей до 5 років — 56 % від померлих. Причини таких спалахів, ймовірно, епідемічні. Наприклад, відомо про велику епідемію холери в Херсонській губернії в 1848 році (загальна кількість померлих по губернії становила 9623 людини).
Ріст кількості народжених спостерігається з 1810 року зі спадом в 1815 році.
В 1871 році в Свято-Покровській церкві села служили — священник о. Федір Ногачевський, дяк о. Володимир Александров, указний дячьок Яків Данилевський.
В 1874 р. в Боковій відкриває двері земська школа.
28 вересня і 25 жовтня 1876 виходить «Указ II 43.677», який «предписалъ упразднить южные поселения военнаго ведомства в губ. Екатеринославской, Харьковской и Херсонской и передать их в заведование общих губернских и уездных управлений». Військове поселення Бокова знову набуває статус державного села.
З 1880 року і до початку 1-ї світової війни додається ще один священник.
Церковний староста з 1884 року — Іван Скуб.
Станом на 1886 рік у селі, центрі Боківської волості Олександрійського повіту Херсонської губернії, мешкало 2599 осіб, налічувалось 478 дворових господарств, існували православна церква, лікарня, школа, аптека, 4 лавки та винний склад, відбувались щорічні ярмарки: 6 січня, першої неділі посту, страстної неділі, на день Пре-половіння, 24 червня та 22 жовтня, базари по неділях.

### Боковська волость
Село Бокова довгий час входило до Верблюжської, згодом — до Братолюбівської волості, а в 2-й половині 19 ст. була створена Боковська волость (села Бокова, Варварівка, Гурівка і прилеглі хутори, слободи тощо).
У роботі Н. І. Борисова «Волшебный фонарь в народной школе (По данным Александрийского уездного земства за 1889—1895 годы)» є відомості про читання, які проходили в с. Боковій: «…школьные чтения с туманными картинами: С. Боковое. Было два чтения: 29-го октября 1889 года, — на котором присутствовало 150 душ взрослых и 70 учеников, и 30 октября — при 370 взрослых и 70 учениках. (Учитель С. Щелкан. Октября 31 дня 1889 года).
С. Боковое. Было произведено три чтения: 20, 21 и 22 января 1889 года. На чтениях присутствовали ученики и взрослые. На первом чтении было 160 учеников и 150 посторонних; на втором — 160 учеников и до 300 посторонних; на третьем — 160 учеников и более 400 душ посторонних. (Учитель С. Щелкан. 1889 г. января 20 дня)».
З вказаної роботи Борисова стає відомо, що шкільні читання були проведенні в Боковській школі ще і 3, 4 і 5 грудня 1894 року, а згодом і 4, 5 і 6 лютого 1895 року. Загальна кількість присутніх — 1610 осіб.
«Русскоя энциклопедия» Брокхауза за 1898 рік: «Боковое (Карабиловка) — село Херсонской губернии Александрийского уезда на речке Боковой, жителей 3500. Земская и церковно-приходская школы, аптека, метеорологическая станция, 3 ярмарки, 50 базаров».

### XX сторіччя
1 жовтня 1907 року громада на чолі зі священиками відсвяткували 100-річчя храму Покрови Пресвятої Богородиці. За 100 років існування церкви приріст населення приходу становив 5 702 людини. Діяли 2 церкви, аптека, школи, ремісниче училище тощо.
Центр села називався Балкою, а залишки військового поселення — Шлагбаумом.

### Радянсько-українська війна (1917—1921)
Після зречення з престолу Миколи II і лютневої революції влада в Україні з 4 (17) березня 1917 року перейшла до Української Центральної Ради, котра 7 (20) листопада проголосила створення з 9-ти українських губерній Українську Народну Республіку в федеральному складі Росії.
Український національний з'їзд Херсонської губернії, який проходив в Херсоні 28-30 червня 1917 року, визнав владу Української Центральної ради.
6 (19) грудня 1917 року з'їзд рад Херсонської губернії визнав її невід'ємною частиною Української Народної Республіки.
22 січня 1918 року Центральна Рада оголосила про повну незалежність УНР.
29 квітня 1918 року був введений гетьманат Павла Скоропадського. Грамота гетьмана П. Скоропадського оголосила нову назву країни — Українська Держава. Гетьманський уряд затвердив стару адміністративно-територіальну систему, тільки замінило посади губернаторів і повітових справників на посади губернських і повітових старост.
Після політичної кризи гетьманату 14 грудня 1918 року влада в Україні перейшла до Директорії, яка відновила назву держави УНР і республіканську форму державного устрою. Схема адміністративно-територіальних одиниць гетьманату збереглась, тільки губернські і повітові староства були перейменовані у відповідні комісаріати. Під час запеклої внутрішньої і зовнішньої боротьби керівництво УНР в кінці 1920 року втратило контроль над політичною ситуацією і вимушено було емігрувати. Але в більшості регіонів України боротьба продовжувалась. Село Бокове не було винятком, а навпаки стало одним з центрів опору злочинній системі. Чоловіки-боківчани брали участь в визвольних змаганнях українського народу в арміях Григорьєва, Блакитного, загонах Клепача, Іванова, Свища та ін. Після приходу злочинної влади почався голод, який тривав з 1921 по 1923 р.р.
20.06.1920 повстанці під проводом Івана Клепача зробили невдалу спробу вибити більшовиків з села. В травні 1921 в Боковому та деяких сусідніх селах більшовиками взять в заручники 15 осіб найкращих господарів (так званих «кулаків»), їхня доля невідома. 01.09.1921 повстанці під командуванням Іванова увійшли в село, розігнали комісію по збору продподатку (реквізиція майже всього врожаю) і організували мітинг по спротиву по збиранню цього податку. А вже 23.09.1921 село оголошено більшовиками «бандицьким», десятки людей взято в заручники (родичі повстанців і заможні селяни). 05.10.1921 повстанці під проводом Іванова відступали через Бокове та інші сусідні села. 17.04.1922 в селі з'явився повстанський загін. 23.12.1922 повітова «трійка» незаконно без жодного досудового розслідування та суду наказала розстріляти мешканців села М. А. Кошового, Ф. В. Терешкіна, П. Г. Копистку, П. Н. Дейногу та ще 6 осіб, як членів так званого «комітету відповідачів», інститут якого вигадали більшовики, як один з засобів тотального терору населення. 21.04.1922 повстанці під проводом Свища з'явилися в селі.
Піком активності повстакців стала друга половина 1921 p., час загального спаду повстанського опору в Україні. Роздратовані таким «інгульським» «дивом» власті на рівні Постійної наради по боротьбі з бандитизмом при Раднаркомі республіки неодноразово приймали постанови про негайну ліквідацію «банди» Іванова. Проте всі ці плани незмінно зазнавали фіаско. Спираючись на підтримку місцевого селянства, івановці й не думали складати зброю. Повстанські диверсії чергувались із чекістськими провокаціями, бої — з переслідуваннями, перемоги — з поразками. Чисельність особливого складу загону в цей час коливалась від 45 до 120 бійців. Район бойових операцій визначався трикутником Олександрія-Вознесенськ-Кривий Ріг. Повстанцям допомагало антирадянське підпілля. Військовий прапор формування прикрашав пекучий надпис «Сини ображених батьків». 20 грудня 1921 р. в одному з боїв з червоними карателями загинув Григорій Іванов. У подальшому загін очолювали отамани Гнибіда, Медведев, Яків Чорний, Свищ, але в пам'ять про загиблих братів Іванових повстанці називалися івановцами і надалі. Збройна боротьба не припинялася впродовж 1922 р. Поступово втрачаючи підтримку селян, яких цікавила не стільки політика, як власне господарство (величезний опір, який влаштували в Україні, примусило більшовиків ввести в 1921 році НЕП). формування івановців скоротилося до мінімуму, нараховуючи в різні місяці від 8 до 20 бійців. Уникаючи боїв з великими підрозділами карателів, повстанці робили ставку на диверсії, напади на радянські установи, індивідуальний терор. Намагалися підтримувати зв'язки з холодноярськими і таврійськими партизанами. Збройну боротьбу за волю більшовики змогли подолати тільки в середині 1923 року, повстанці вимушені були йти в підпілля. Але локальні повстання виникали і в подальшому.

### Радянська окупація України
Ще в травні 1919 року Херсонська губернія розділилась на дві — власне Херсонську і Одеську. 28 січня 1920 року цей поділ було затверджено спеціальною постановою Всеукрревкома. Олександрійський повіт залишився в Херсонській губернії.
13 березня 1920 року Херсонська губернія в зв'язку з переїздом адміністрації була перейменована в Миколаївську.
Олександрійський повіт потрапив в склад створеної в травні 1920 року Кременчугської губернії, територія котрої була визначена указами ВУЦІК від 18, 30 липня і 15 серпня того ж року. Ця губернія існувала недовго і була ліквідована в жовтні 1922 року, тоді ж Миколаївська губернія злилась з Одеською.
Наступні адміністративно-територіальні реформи були санкціоновані постановою ВУЦІК від 1 лютого 1922 року. Вони передбачали укрупнення волостей в райони, створення замість повітів округів (більшими ніж повіти) з частковою передачею їм губернських повноважень і подальша ліквідація губерній. Почала створюватись вертикаль округ-район-сільрада.
З Записок Сердюка М. П.:
«У селі створилися 3 сільські ради: Анівська — південна частина села, Кіровська — середня, Боковська — північна частина. В перші роки радянської влади Бокова була підпорядковане Криворізькому округу, а пізніше утворився Долинський район. Спочатку район належав Дніпропетровській області, а в 30-х роках — Кіровоградській. Після Великої Вітчизняної війни в селі збереглися 3 сільради і умовно в районі за статистикою було 2 села, а наприкінці 50-х років все село від Варварівки до Гурівки називалося село Кірово. В 1963 році під час адміністративної „чехарди“ областей і районів с. Кірово відійшло до Петровського району, а з січня 1967 року знову вернулося до Долинського району».
Такі сусідні села, як Порфирівка, Бойківка (Чечелева), Мажарівка, Ганівка, Обитоки і дрібні хутори увійшли до складу с. Кірово.
1929 рік — початок розкуркулення та колективізації на чолі з уповноваженим з району — Сахно. Знищення та висилка найкращих господарів села, вигнання багатьох родин з хат, розгул беззаконності і свавілля. Створення с/г артілей або ТОЗів — «Реконструктор», «Воля», «Тракторобуд», ім. Леніна, ім. Чубаря, «Перебудова села», «Червона зірка», «Політвідділ», ім. Будьоного, ім. Карла Маркса, «Правда». Примусове стягнення майна, землі тощо.
На початку 30-х років почалося повстання в селі проти злочинної колективізації і більшовицької влади. Народу було дуже багато, співали церковні псалми, чути було голоси погроз, незадоволення. Багато людей були озброєні рогачами, вилами, граблями, лопатами, сокирами. Всі працівники сільради повтікали, залишивши порожню сільраду без охорони. Повсталі люди увірвалися в сільраду і сільбуд (читальню), ламали меблі, били вікна, розбили грамофон, побили платівки, виносили на вулицю і палили більшовицькі книги. Вранці прибули вантажівки з солдатами із військ НКВС."
У середині 30-х в селі було створено підпільні антибільшовицькі організації «Сини України» і «Могила», які об'єднували людей в бажанні почати збройну боротьбу за волю і свободу селян від злочинної влади. Поступово в названі організації увійшли десятки людей з багатьох сусідніх населених пунктів. Але з часом сексоти видали підпільників, яких було заарештовано.

### Церкви Бокової
В 1929 році почалося гоніння на релігію і церкву. Відомо, що священником в одній з церков був о. Йосип Сорока. В селі була стара Покровська церква, побудована на початку XX ст. Вона стояла в центрі села, поряд була школа і старий цвинтар. Церква була цегляна, невелика, біля неї була дерев'яна дзвіниця. Церква була огороджена кам'яним парканом заввишки 1,5-2 м. З заходу ворота, з півдня і півночі дві хвіртки для входу. Біля церкви маленька сторожка, за 50 метрів — будинок священика. Церква і огорожа біленькі, залізний дах зелений, обшивка дерев'яної дзвіниці — сіра. В огорожі навколо церкви завжди зелена трава, завжди свіжа (стара своєчасно скошувалася). На східній стороні огорожі декілька могил з гранітними плитами — надгробками-захоронення духовенства, священників Покровської церкви. Крім Покровської церкви до 30-х років у селі було ще 2 святині: південніше — нова гарна Серафимівська церква (Серафима Саровського) (побудована до 1-ї світової війни), за 2 км від Покровської, а північніше на такій же відстані велика недобудована церква, її розібрали, а цеглу використали на будівлю школи, а під нову Серафимівську церкву заклали вибухівку і зірвали. Із Покровської церкви були спиляні хрести, з дзвіниці скинуті дзвони і церкву закрили.
У 1961 році Покровську церкву передали на баланс місцевого колгоспу, який облаштував у ній склад. У 1975 році Свято-Покровський храм було зруйновано.

### Голодомор
1932 рік був неврожайний, з колгоспу селяни нічого не одержали на трудодні. Картопля не вродила, овочі, погані були буряки. Злочинна влада забирала в селян все, що в них було їстівного. Хто чинив спротив — вбивали. Почали голодувати ще перед новим роком. Найстрашніше почалося навесні 1933 року. По селу бродили опухлі голодні люди, падали в болото і більше не піднімалися. Мертвих на однокінній повозці або на тачці відвозили на кладовище і хоронили, інколи по декілька людей в одну яму. Для цього була створена бригада із міцніших чоловіків, за це їм давали в колгоспі по 500 г. кукурудзяного хліба. Багато цією весною 1933 р. померло боківчан, серед них і дітей. Був в селі і випадок людоїдства.
Після збирання урожаю 1934 року, колгоспникам на трудодні видавали багато хліба, люди почали приходити до тями після голоду. Чути було спів вечорами. Але не довго раділи люди. Прийшов наказ, що хліб видали людям незаконно, треба його повернути державі. До дворів людей почали під'їжджати підводи і забирати хліб, а селянам залишали крихти. Урожай 1934 р. був низьким. Те, що вродило, було вивезене на елеватор. Знов нічого не дали на трудодні. Знову чекали голод, може й не такий страшний, який був в 1933 р., бо у містах робочим видавали хліб по карточкам.

### Боківська— Кіровська СШ
У школу приймали з 8 років. Першим директором в 1930 р. був Лубенець, скоро його замінив Секретарюк Василь Миколайович, який викладав історію, а з 1937 р. — директором став Коваленко Євген Силович. Школа була семирічною і називалася Боковська ШКМ (школа колгоспної молоді).
Вчителі Кіровської СШ — 30-ті — 40-ві роки: Ганна Іванівна Гриша (українська мова, закінчила гімназію), Лукерія Тимофіївна ?, Віра Іванівна Гриша (молодші класи), Надія Федорівна Мацеюк (російська мова), Діна Денисівна Дідан (математика), Іван Іванович Семенченко (українська мова і література), Кононенко Федір Феодосійович (німецька мова), Розалія Андріївна Цигліцька (німецька мова), Марія Олексіївна Пономаренко (хімія і біологія), Яків Микитович Жиденко (молодші класи), Аліса Олександрівна Цигліцька (хімія), Петро Тимофійович Літвінов (завуч, математика і фізика), Микола Філімонович Козаков (математика), Андрій Архипович Москаленко (математика), Катерина Миколаївна Павленко (російська мова і література).
З 1936 року школа стає 10-ти річною.
У 1938 році центральна частина села Бокова була перейменована на село Кірово.
Секретар сільської ради — Вова Петро Костянтинович. Сільський фельдшер — Федір Мартинович Афанас'єв.

### Друга світова війна
Масова мобілізація чоловіків від 1891 до 1924 рр. народження. З 20.07.1941 в Боковій розміщувався Долинський воєнкомат.

### Німецька окупація
Період німецької окупації осінь 1941 — весна 1944 рр. Будівництво дороги Кривий Ріг — Кіровоград недалеко від с. Кірово.
Староста села — Терещенко Іван Саустіанович. Начальник поліції — колишній радянський офіцер Григор'єв.
«Осінь 1942 р. В селі жило багато військовополонених, які втекли з таборів. Партизан не було. Люди працювали в колгоспі, на будівництві дороги.
З початку 1943 р. молодь переселяють у Німеччину. Масові весілля і вінчання. Школа не працює. Восени 1943 року передові частини радянських вояків увійшли до села Кірове і на 50 км просунулись на захід, відвоювавши Долинську і багато населених пунктів району. Німці перейшли в наступ і Долинський район знову в руках німців. Фронт надовго зупинився за 10-12 км від села. Всі шкільні будівлі і церква були під німецьким шпиталем. Чоловіків, молодих хлопців і дівчат гнали на роботу: розчищати дороги, будувати переправу біля зірваного мосту через річку, копати окопи, протитанкові рови. Майже в кожній хаті було повно німців. Вони стріляли курей та інших птахів.
1944 рік. В Боковій діє німецький шпиталь, у якому лікували і радянських полонених. Відступ німців. На німецькому цвинтарі поховано більше 800 загиблих вояків.

### Будівництво „світлого майбутнього“
У господарствах лише декому вдалося спасти корів. В селі не чути було собак, півнів…Кожному колгоспному двору давали план обов'язкових поставок м'яса, яєць, продподатку, „добровільно“ примушували підписуватися на позику, інші податки. Праця в колгоспі не оплачувалася, працювали за трудодні, за які видавали 150—200 г зерна і по 3-5 коп. Людська праця не могла покрити податки.
1949 рік. Працівники в колгоспі — жінки, молоді хлопці і дівчата, люди похилого віку. Чоловіків майже не було. Одягнуті всі бідно, у латані, перелатані сорочки, штани. Багато було босих. Худі, замучені люди. Курять самосад. Навіть ті, що були у в'язниці виглядали краще».
Голова сільради — Білий Степан Васильович, голова колгоспу ім. Хрущова — Горбенко Дем'ян Мефодійович. Директор Кіровської середньої школи — Дмітрієв Іван Васильович.

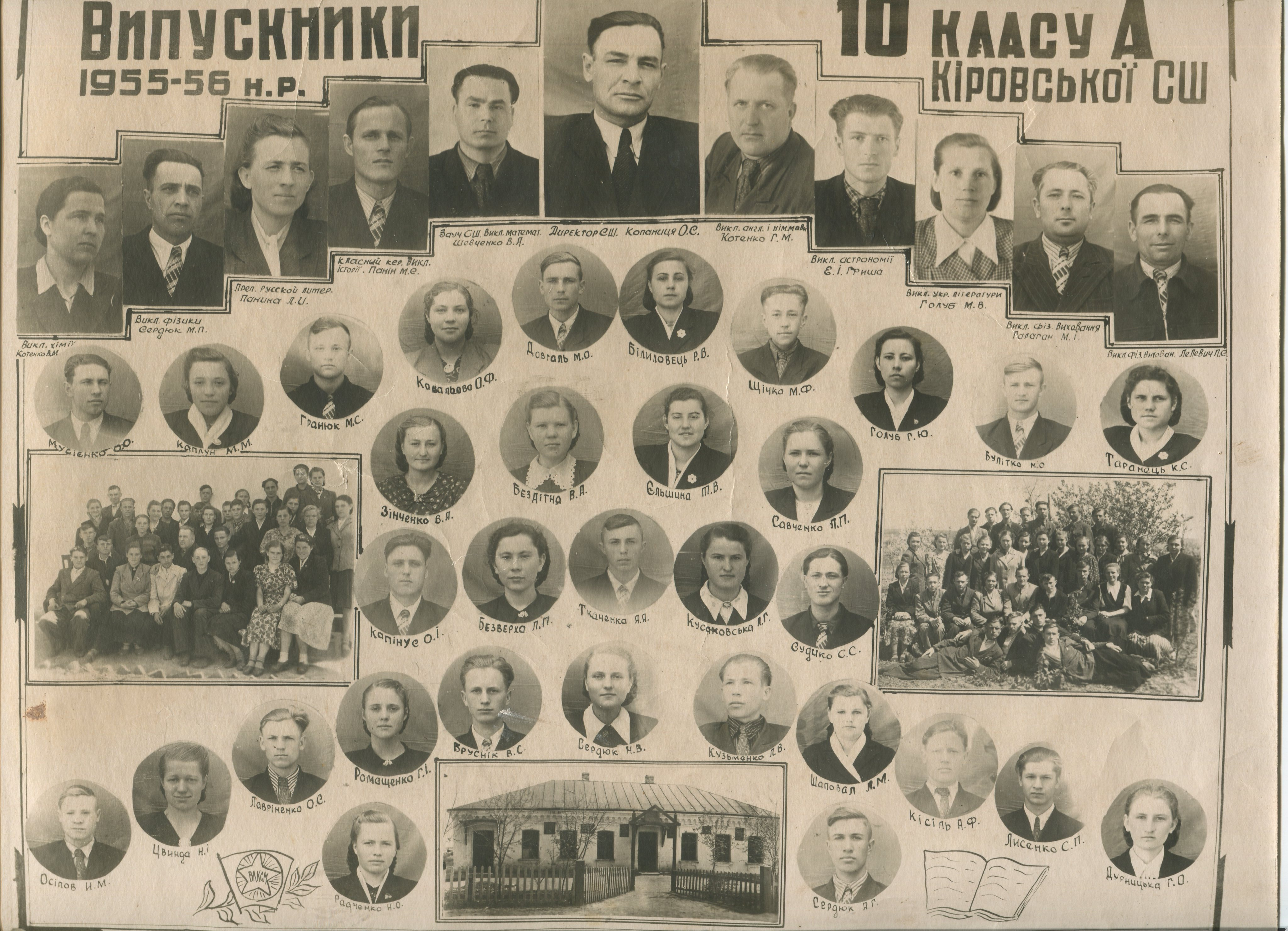
випуск Кіровської СШ 1955—1956 рр.

1952 рік. Голова сільської ради — Макуха Феофан Матвійович. Ветеринарний фельдшер — Леонід Рудник.
Вчителі Кіровської СШ — 50—70-ті роки: Йосип Якович Лящук (директор школи в 50-х, російська література), Микола Павлович Сердюк (фізика, астрономія і математика, з 1952 р, з 1961 р. по 1973 р. — завуч), Надія Федорівна Колотуша (математика), Копаниця Олександр Степанович (директор до 1959 р.), Шевченко Володимиру Антонович (завуч, математика і фізика, з 1953 р.), Ніконенко Михаило Андрійович (директор з 1959 р., історія), Віра Антонівна Ніконенко, Перевязко Федір Никифорович (хімія), Валентина Григорівна Максимчук (директор з 1973 р.), Григорій Наумович Рець (фізична культура), Микола Павлович Максимчук (військова справа), Лукія Сергіївна Карпець (географія, завуч), Іван Іванович Колбасов (військова справа), Бабенко Галина Максимівна, Яцечко Лідія Василівна, Семен Віталійович Торбенко (фізика, виробниче навчання), Сергій Куліш (хімія), Сергій Понубратенко (військова справа), Левченко Федір Васильович.
«1961 рік. Новий голова колгоспу — Миркаленко Микола Володимирович. Об'єднання трьох колгоспів в один — ім. Леніна. Герой Соціалістичної Праці доярка Скрипник Лідія Іванівна. „Дута“ звітність по надоям і врожаям. Знищення старої Покровської церкви, будівлі прекрасної архітектури — колишнього ремісничого училища, більшості маленьких присілків (колишнього мальовничого села Калинуватого, наприклад) і хуторів. Побудована лікарня, у селі першому серед сіл району, була заасфальтована центральна вулиця (довжина 10 км), побудовано будинок культури і контора, побудовані майстерня, автогараж. Голова сільради — Гопак Галина Макарівна.
З нового 1963 р. під час хрущовського перетасування по укрупненню районів села східної частини Долинського району, у тому числі наше село ввійшло до складу Петровського району.
Наприкінці 60-х років почалося будівництво нової середньої школи, яке тяглося майже 5 років. Будівництво, обладнання, придбання наочних приладів — все взяв на себе місцевий колгосп ім. Леніна, який був єдиним в селі. Відкриття нової школи відбулося 1 вересня 1972 року.
Микола Павлович Максимчук, що працював воєнруком, став „мером“ села Кірове — головою виконкому сільради, його дружина Валентина Григорівна — директором школи і депутатом Долинської райради».

### 1980-ті роки
Борг колгоспу перед державою — 12,5 млн карбованців. Нові голови колгоспу — заслужений агроном республіки Євген Артемович Сліпченко, Штатний Олександр Якович (Знаменка).

### 1990-ті роки
У 1991 році с. Кірове, як і вся територія Кіровоградської області увійшла до складу незалежної держави України, утвореної після розпаду СРСР.
Останнім головою колгоспу ім. Леніна став Демчук Анатолій Тимофійович. У 1998 році було проведене розпаювання земель колгоспу, який з цього року перестав існувати.
У клубі с. Бокове знаходився краєзнавчий музей, де зберігались цікаві матеріали про село і край. На жаль, на початку 90-х клуб був закинутий, а музей розграбований.

### XXI сторіччя. Сьогодення
У селі побудована нова Покровська церква.

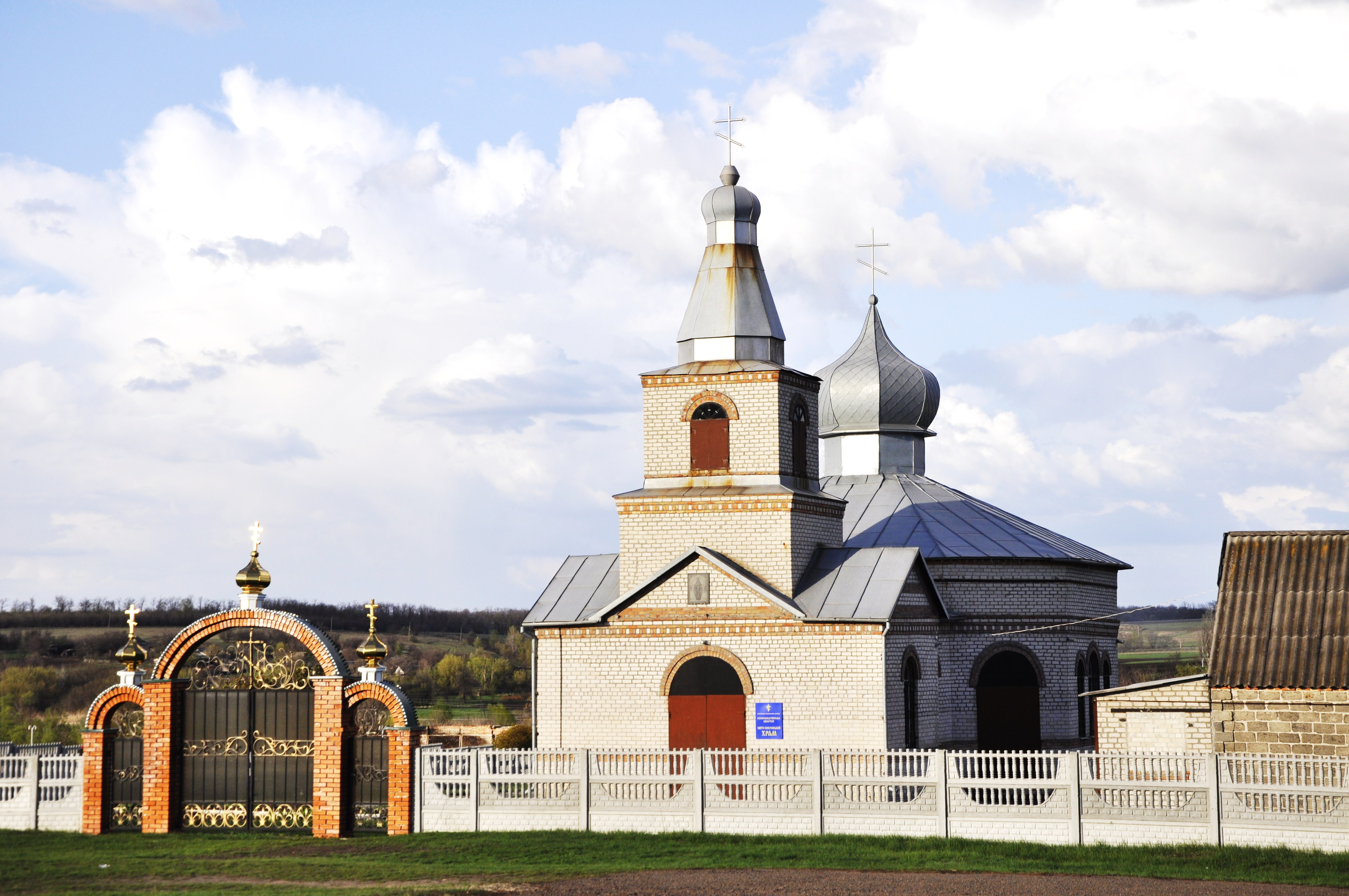
нова Покровська церква

Діє середня школа, у якій вчителі намагаються відродити краєзнавчий музей. Директор школи — Сердюк Владислав Миколайович. Працюють дитячі садки.
Землі колишнього колгоспу орендують і обробляють різні агрофірми та фермери.
20.04.2015 в центрі села встановлено пам'ятну стелу в честь 235-ї річниці заснування села. Освяту стели проводив священник УАПЦ о. Йосип (Кіровоград).
Село перейменоване на Бокове згідно із законом «Про засудження комуністичного та націонал-соціалістичного (нацистського) тоталітарних режимів в Україні та заборону пропаганди їхньої символіки».

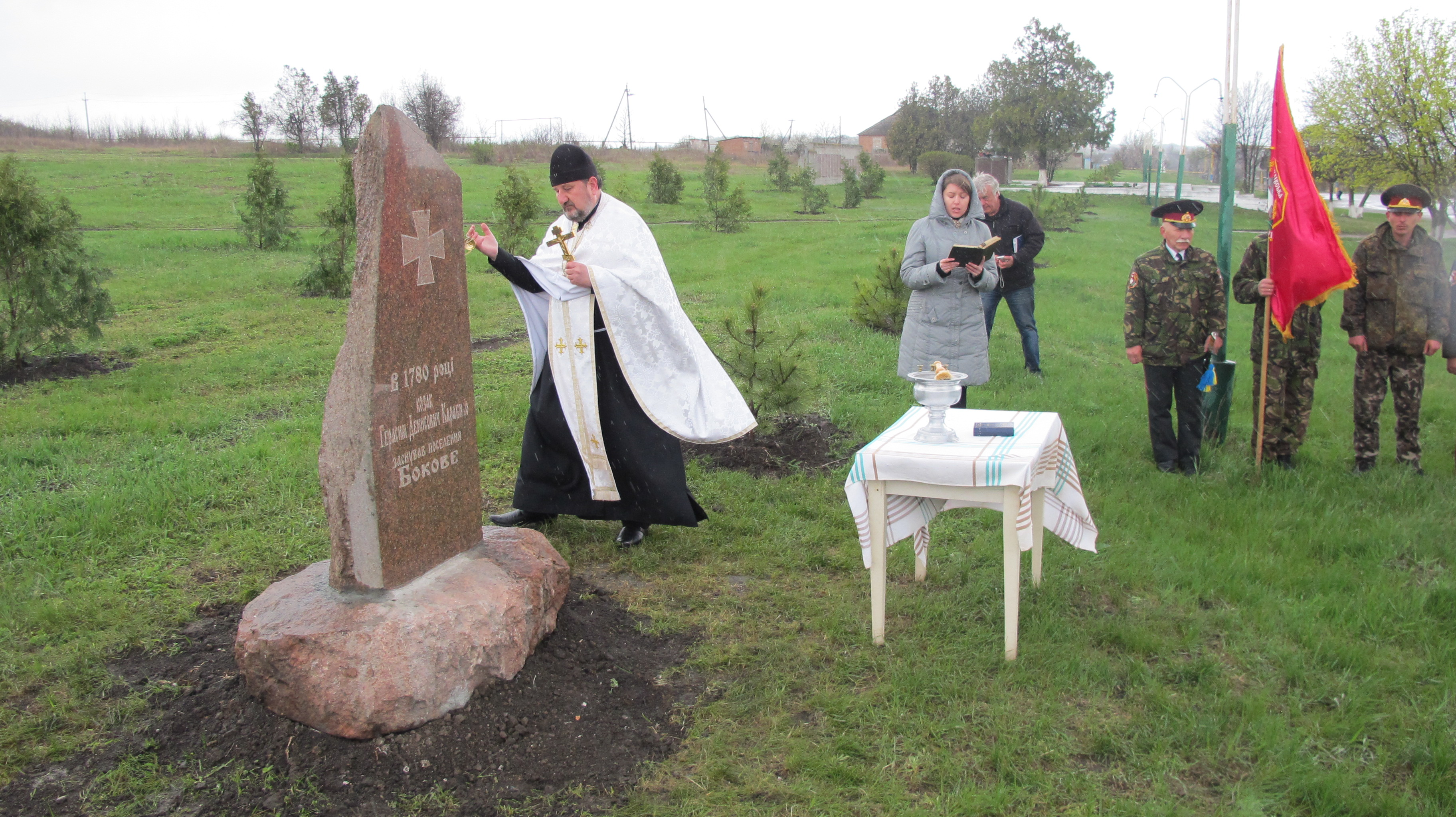
Пам'ятний знак на честь 235-ї річниці заснування Бокового

## Населення
Згідно з переписом УРСР 1989 року чисельність наявного населення села становила 2728 осіб, з яких 1260 чоловіків та 1468 жінок.
За переписом населення України 2001 року в селі мешкало 1767 осіб.

### Мова
Розподіл населення за рідною мовою за даними перепису 2001 року:
| Мова       | Відсоток |
| ---------- | -------- |
| українська | 95,52 %  |
| російська  | 3,91 %   |
| молдовська | 0,34 %   |
| угорська   | 0,17 %   |
| білоруська | 0,06 %   |

## Пам'ятки
- Покровська церква. 1990-ті рр.
- Пам'ятник загиблим односельчанам під час ІІ-ї Світової війни. 1960-ті рр.
- Пам'ятник заснуванню села в 1780 році. 2015 р.
- Пам'ятний знак звільненню від кріпацтва. 1912 р.
- Сердюківське кладовище. XIX ст.
- Пам'ятний знак Сердюкам.
- Офіцерський будинок. Сер. XIX ст.
- Скіфські кургани
- Скіфські кам'яні баби
- Явлена криниця
- Пам'ятний хрест в честь заснування козацької застави

## Райони села
Народні назви різних районів села і найближчих поселень, які збереглись до сьогодні: Лубни — 1-2 км від центру села в напрямку с. Ганівка, Гадячанівка-Гадячівка — від центру на 5 бригаду по вул. К. Маркса, Лужок — кінець села біля с. Варварівка, Штап — центр, Келбас — віддалений район села, Зірка — через балку від Келбасу, Перебудова, Чечелева, Порфирівка — колишнє поселення, яке ввійшло в с. Бокове, Бойківка — колишнє поселення, яке ввійшло в с. Бокове, Мажарівка — колишнє поселення Мажарова — від греблі до високовольтної лінії.
У сусідньому селі Ганівка: Дерезівка — в сторону Гурівського лісу, Старі Обитоки — біля Ганівського току, у сторону Гурівського лісу, Нова Баштина — в районі Ганівськоі школи, П'ятихатки — через річку від с. Дерезівки, Вітряківка — хутір (Вітряк — був багатим землевласником, втік під час розкуркулення). Хутір кілька разів знищували але знову відбудовували його.
Котова — в с. Варварівка, по іншу сторону річки напроти Лужка.

## Відомі люди
- Вітряк Онисим Оверкович (*1901, с. Бокова-†25.09.1937, Кривий Ріг) — українець, освіта початкова, тесля колгоспу. Заарештований 4.09.1937 Долинським РВ ДПУ за проведення антибільшовицької агітації. Засуджений 17.09.1937 трійкою УНКВС до розстрілу, вирок виконано. Реабілітований 7.04.1989 Кіровоградською облпрокуратурою. (П — 9384)
- Вишнивецький Михайло — керівник антибільшовицької підпільної організації «Сини України» в 1930-х р.р.
- Гавриленко (Вамчавий) Михайло — житель с. Бокова, учасник визвольної боротьби за вільну Україну в складі групи Іванова (Тишаніна) на поч. 20-х р.р. Був арештований ЧК.
- Гайдук Василь Федотович (* 1903, с. Бокова  — †?) — учасник Холодноярського повстання, заарештований ЧК.
- Глущенко Микола Матвійович (*03.12.1939, с. Бокова — †04.05.2004, с. Кірове) — поет, один з найпомітніших ліриків краю 60-70-х років, друкувався в газетах, в 70-80-х роках його вірші друкувати було заборонено.
- Гриценко Василь Павлович (*24.03.1956, с. Кірове (нині — Бокова)) — інженер-механік, керівник фермерського господарства, подвижник краєзнавчої справи і козацьких традицій.
- Дрібниця Яків Федорович (*1890, с. Порфирівка — †20.11.1937) — українець, освіта 3 класи, проживав у м. Долинська, секретар райземвідділу. Заарештований 18.10.1937 Долинським РВ НКВС за антибільшовицьку агітацію. Засуджений 2.11.1937 трійкою УНКВС Миколаївської області до розстрілу, вирок виконано. Реабілітований 3.01.1959 Кіровоградським облсудом. (П — 4628)
- Задорожний Михайло Гнатович (*01.08.1920, с. Порфирівка, нині с. Бокове — † 28 січня 2004, м. Дніпропетровськ) — учасник II світової війни, військовий, 15-го травня 1946 року присвоєно звання Героя СРСР, полковник у відставці.
- о. Козак Іван Григорович (*1877, с. Бокова — †?) — священник храмів Кривого Рогу, відомий як великий молитвеник.
- Кір'ян Микола Павлович (*24.03.1951, с. Базарове, Дніпропетровська обл.) — викладач, директор Боківської музичної школи (1978—1985), керівник варварівського хору, виконавець сатиричних творів українських класиків, вокаліст, учасник і переможець Всеукраїнських фестивалів та оглядів самодіяльної художньої творчості.
- Лісовий Андрій Львович (*30.10.1902, с. Бокова — †1982, м. Москва) — учасник II світової війни, кадровий офіцер, професор кафедри і начальник факультету Військової Академії ім. Фрунзе, доктор військових наук, генерал-майор (1959). Нагороджений орденом Леніна, чотирма орденами Червоного прапора, іншими орденами та медалями.
- Манжелій Андрій Олександрович (*16.09.1929, с. Шевченкове (нині — Долинська) — †06.04.1999, с. Бокова) — краєзнавець, з 1982 року — директор музею с. Бокової. Разом з В. Здоренко встановив 687 прізвищ невідомих воїнів, які загинули під час визволення Варварівки, Котівки, Порфирівки, Бокової. Краєзнавча спадщина Манжелія знаходиться в Долинському районному архіві.
- Москаленко Яків Назарович (*1889, с. Бокова — †1937) — хлібороб, учасник неактивної боротьби проти більшовиків, репресований, засуджений до розстрілу трійкою ГПУ.
- Пожар Людмила Антонівна (*07.11.1952, с. Кірове (нині-Бокова) — доктор фізико-математичних наук (PhD), головний науковий співробітник компанії Perna Nature LLC (США).
- Сердюк Анатолій Григорович (*07.01.1939, с. Бокова) — український вчений і педагог, професор кафедри агрохімії і ґрунтознавства Національного Університету Біоресурсів і Природокористування, член-кореспондент Національної Академії Аграрних Наук.
- Сердюк Микола Павлович (*1922, с. Бокова — †1991, с. Кірове) — вчитель фізики, завуч, заступник директора Боківської СШ, автор чисельних статей про минуле краю і II світову війну, автор записок про історію краю і роду Сердюків, які видані в 2011 році в м. Києві.
- Сердюк Павло Семенович (*10 (22) серпня 1883, с. Бокова, Олександрійського повіту, Херсонської губ. — †19 липня 1958, там само) — георгіївський кавалер 3 і 4 ступені, учасник Першої світової війни.
- Сердюк Петро Григорович (*1944, с. Бокова) — генеральний директор державного АТ «Будівельник», Кривий Ріг.
- Скрипник Лідія Іванівна (30.11.1931, с. Бокова) — доярка, Герой Соціалістичної праці, депутат обласної і районної рад різних років.
- Смаглюк Анатолій Васильович (*05.08.1926, с. Бокова) — голова об'єднаної ради ветеранів залізниці Одеської обл. Учасник ІІ світової війни. 46 років працював на Одеській залізниці. Нагороджений багатьма орденами та медалями СРСР та України.
- Смаглюк Василь — селянин, учасник боротьби проти більшовиків, арештований і розстріляний органами НКВД.
- Сорока (Сорокін) Йосип Єфремович (*1882, Червоний Яр Олександрівського повіту Херсонської губернії — †?) — українець, освіта середня, проживав у с. Бокова Долинського району, священник Покровської церкви. В 1929 примусово відрікся від сану, в останній проповіді застерігав селян від комуни і лютих ворогів селян більшовиків. У 1930 році майно конфісковане. Засуджений 22.03.1930 особливою нарадою при колегії ДПУ УРСР до 3 років заслання у північний край. Реабілітований 25.02.1994 Кіровоградською облпрокуратурою. (П -6068).
- Пана́с Васи́льович Феде́нко (* 13 грудня 1893, Веселі Терни — † 10 вересня 1981, Мюнхен) — політичний діяч, історик, публіцист. Батько — виходець з Бокової. Член УСДРП, член Центральної Ради і Трудового конгресу. З 1921 р. в еміграції в Польщі, Празі та Мюнхені. Працював професором УВУ.
- Хлівний Семен Юхимович (*1906, с. Ганнівка — †19.05.1938) — українець, освіта 2 класи, член колгоспу «Спільне життя». Заарештований 11.02.1938 Долинським РВ НКВС за боротьбу проти злочинних заходів більшовиків на селі. Засуджений 11.04.1938 трійкою УНКВС Миколаївської області до розстрілу. Реабілітований 31.03.1989 Кіровоградською облпрокуратурою. (П — 8703).
- Чечель Іван Іванович — підполковник, поміщик, у тому числі власник Бойківки-Чечелівки, фундатор Чечелівського монастиря, меценат Покровської церкви Бокової, нащадок захисника Батурина від московської навали наказного гетьмана Дмитра Чечеля.

## Кінохроніка
- https://youtu.be/i9LrWv7SF9U
- https://youtu.be/2E3IjLnKMek
- https://youtu.be/ufp7V6kfnr8

## Статті
- С. Плачинда. Цей довгий поворот… // Журнал «Вітчизна», № 2, 1989.
- І. Кравченко. Кращають наші села // Газета «Кіровоградська правда», номер від 07.10.1966.
- І. Гресь. Назване іменем Кірова // Газета «Сільські Вісті», номер від 30.12.1965.
- В. Карамушко. Місто в селі // Газета «Прапор юності», номер від 05.12.1965.
- В. Погрібний. Оповідь одного зошита // Газета «Кіровоградська правда», номер від 07.12.1965.
- Моє село — моя гордість // газета «Долинські новини», номер від 27.06.2013.
- Село на нашій Петрівщині // Газета «Комуніст», номер 25.01.1965.
- С. Орел. Не хотіли помирати мовчки…, zn.ua [Архівовано 14 лютого 2022 у Wayback Machine.]
- В. Сердюк. Бокова чи Бокове // Газета «Долинські Новини», 2011.
- В. Щегленко. Служили два товариші… // Газета «Чорноморські нови», номер 01.10.2015.